# Добровольчий батальйон «Крим»
Батальйон «Крим» (крим. «Qırım» batalyonı) — добровольчий батальйон, створений у червні 2014 року в структурі МВС України. До березня 2015 року брав участь в АТО на сході України як рота (сотня) полку міліції особливого призначення «Дніпро-1». 12 листопада Президент України Петро Порошенко й очільник кримськотатарського національного руху Мустафа Джемілєв анонсували переформатування кримськотатарської роти у батальйон. З березня 2022 року увійшов до складу Інтернаціонального легіону територіальної оборони України.

## Створення
14 квітня 2014 року голова МВС України Арсен Аваков, підписав наказ про створення регіональних спецпідрозділів патрульної служби міліції особливого призначення (ПСМОП), підпорядкованих ГУМВС та УМВС України в областях, на основі громадських утворень. В короткі строки ГУМВС та УМВС в різних областях України сформували 30 добровольчих батальйонів та рот ПСМОП загальною чисельністю 5660 осіб. Але на той час ГУМВС України в АР Крим було фактично ліквідовано, що створило бюрократичну перепону на шляху формування добровольчого батальйону на основі кримськотатарського громадського руху.
На початку червня, про створення кримськотатарського батальйону під егідою Правого сектору для ведення партизанської боротьби на півострові, написав у соцмережах Дмитро Ярош. Цей проєкт Яроша не було реалізовано.

В середині червня 2014 року бюрократичні перепони спробував подолати Семен Семенченко, командир новоствореного батальйону Національної гвардії України «Донбас». Він оголосив про план сформувати батальйон НГУ «Крим» як складову частину майбутньої окремої бригади Нацгвардії «Донбас»:
 Новина про створення кримськотатарського батальйону була негайно розтиражована українською та закордонною пресою і соціальними мережами. Писали, що нібито голова Дніпропетровської ОДА Ігор Коломойський згодився його профінансувати. Джемілєв цю інформацію спростував:
 На пресконференції 13 листопада Джемілєв уточнив, що в спочатку в угоді з Коломойським дійсно був пункт про створення батальйону, але на його вимогу він був викреслений. Як пояснив Джемілєв, його позиція була така: спочатку створювати, а потім вже — писати. Батальйон НГУ «Крим» так і не було сформовано. Ті, хто до нього записався, згодом приєдналися до добровольчого батальйону МВС «Золоті Ворота», де утворили окремий підрозділ і 9 липня виїхали в зону АТО.
Лише у другій половині липня Джемілєв нарешті визнав факт формування кримськотатарського батальйону.
Тим часом 25 червня 2014 року було прийнято офіційне рішення про створення на перших порах окремої роти (сотні) «Крим» у структурі батальйону міліції особливого призначення «Дніпро-1». Після цього в соціальних мережах з'явилися сторінки, присвячені спецпідрозділу «Крим», із закликами вступати до його лав та надавати посильну допомогу. Координатором групи «Сотня „Крим“» у соцмережі «ВКонтакті» став Сергій Соловей з Чернігова. Він згодом і сам приєднався до підрозділу.

## Склад
На офіційній сторінці «Криму», у соцмережі «ВКонтакті», сказано, що до підрозділу входять представники кримськотатарського народу і мусульмани України, а також добровольці будь-якого віросповідання та національності. У заяві про цілі та кінцеву мету боротьби сказано:

## Командування
- молодший сержант Іса Акаєв[23].

## Діяльність

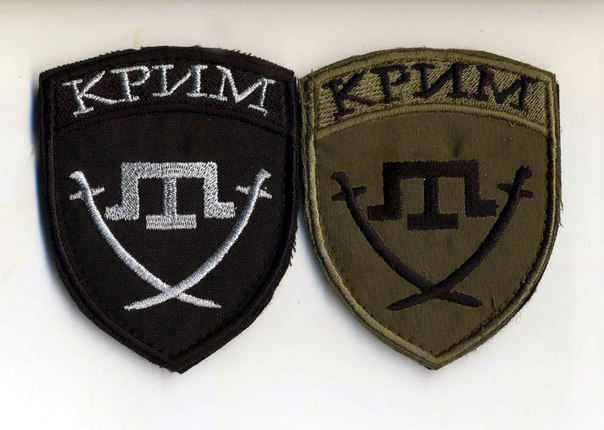
Польові шеврони батальйону «Крим»

У складі окремої роти «Крим» батальйону «Дніпро-1» добровольці брали участь у боях за Савур-Могилу та в Іловайську, де вони потрапили в оточення. До Іловайська бійці «Криму» дісталися 19-20 серпня, коли над добровольчими батальйонами вже нависла загроза оточення. 29 серпня керівник Сектору «Б» генерал Руслан Хомчак дав команду на вихід з оточення з боєм двома колонами. Бійці «Криму» рухалися в колоні батальйону «Дніпро-1». У районі села Чабани, поблизу Старобешеве, вони потрапили під обстріл, після чого проривалися з оточення малими групами. 30-31 серпня в пресі та соцмережах з'явилися повідомлення про їх прорив. При відході особовий склад «Криму» зазнав втрат.

## Сучасний стан
Мустафа Джемілєв розповів, що станом на середину листопада 2014 року близько 450 кримських татар захищали суверенітет та незалежність України в зоні АТО. На його думку, створення на їхній основі єдиного з'єднання буде кроком у напрямку визволення Криму:

Окремі військові експерти, такі, як, наприклад, Дмитро Тимчук, вважають, що кримськотатарський батальйон буде ефективним:

## Символіка
Дві схрещені шаблі та зображення тамги (крим. taraq tamğa), старовинного родового знака династії Гераїв, нині національний герб кримськотатарського народу.[джерело?]